# Atlantikküsten-Route (EV1)
Die EuroVelo-Route EV1 (Atlantikküsten-Route), international auch Atlantic Coast Route, ist ein europäischer Radfernweg. Sie führt über 10.650 Kilometer vom Nordkap nach Caminha in Portugal. Diese Nord-Süd-Strecke verläuft überwiegend entlang der Küste des Atlantischen Ozeans und durch sechs Länder: Norwegen, Großbritannien, Irland, Frankreich, Spanien und Portugal.

## Streckenführung

### In Norwegen
Die Strecke führt vom Nordkap über Tromsø, Vestvågøy, Bodø, Trondheim, Ålesund nach Bergen.

### In Schottland
Von Aberdeen über Inverness und Glasgow nach Stranraer. In Aberdeen und Inverness besteht Anschluss an den EV12
Der schottische Teil der Route ist angelegt und mit EuroVelo-Beschilderung.

### In Irland
Die größtenteils nicht als EuroVelo-Route beschilderte Strecke führt von Belfast über Galway (hier Anschluss an den EV2), Limerick, Cork, Waterford nach Rosslare.

### In Wales und England
Der walisische Abschnitt führt von Fishguard nach Cardiff. In England führt die Strecke über Bristol (Anschlussmöglichkeit an den EV2), Plymouth.
In England folgt der EV1 der Devon Coast to Coast-Route (National Route 27) und dem Tarka-Trail.

### In Frankreich
In Frankreich ist der EV1 als Vélodyssée ausgeschildert. Über 1210 km folgt der EV1 von Roscoff über Nantes, La Rochelle und Arcachon nach Hendaye entlang der Atlantikküste.
Hierbei folgt die Streckenführung des EV1 in der Bretagne meist auf der voie verte entlang des Nantes-Brest-Kanal, während sie in Aquitanien dem Greenway entlang der Küste im Landes de Gascogne folgt.

### In Spanien
Verlauf der Route von Pamplona über Burgos, Salamanca, Merida nach Ayamonte.

### In Portugal
Die Strecke verläuft von Vila Real de Santo António über Faro, Sagres, Sines, Setúbal, Lissabon, Porto nach Caminha.

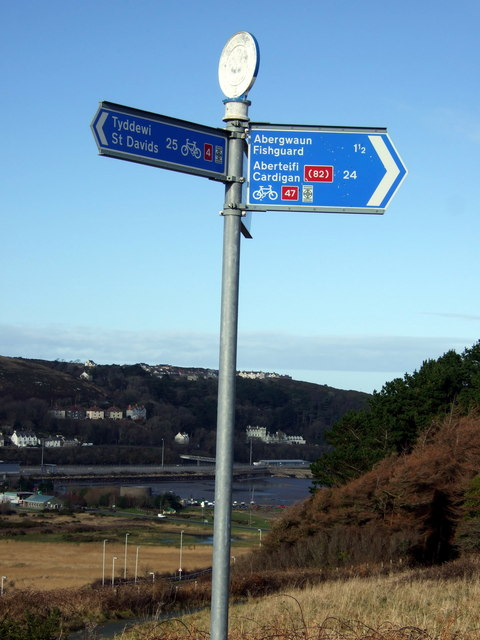
Radwegweiser in Großbritannien.
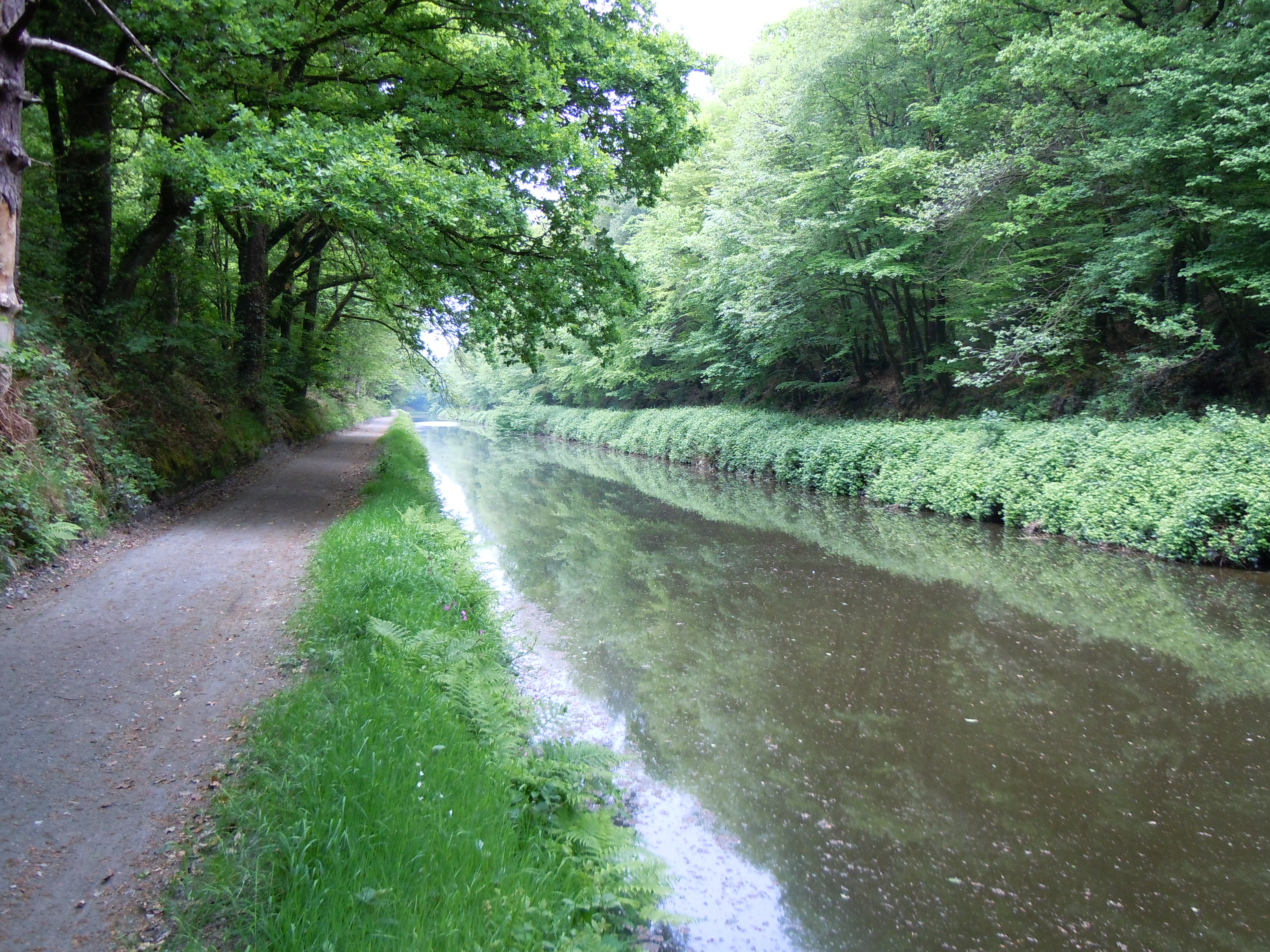
Der EV1 läuft entlang des Nantes-Brest-Kanal.